# Die Tänzerin von Izu

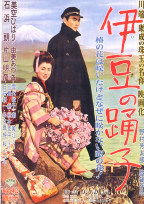
Filmplakat, 1954

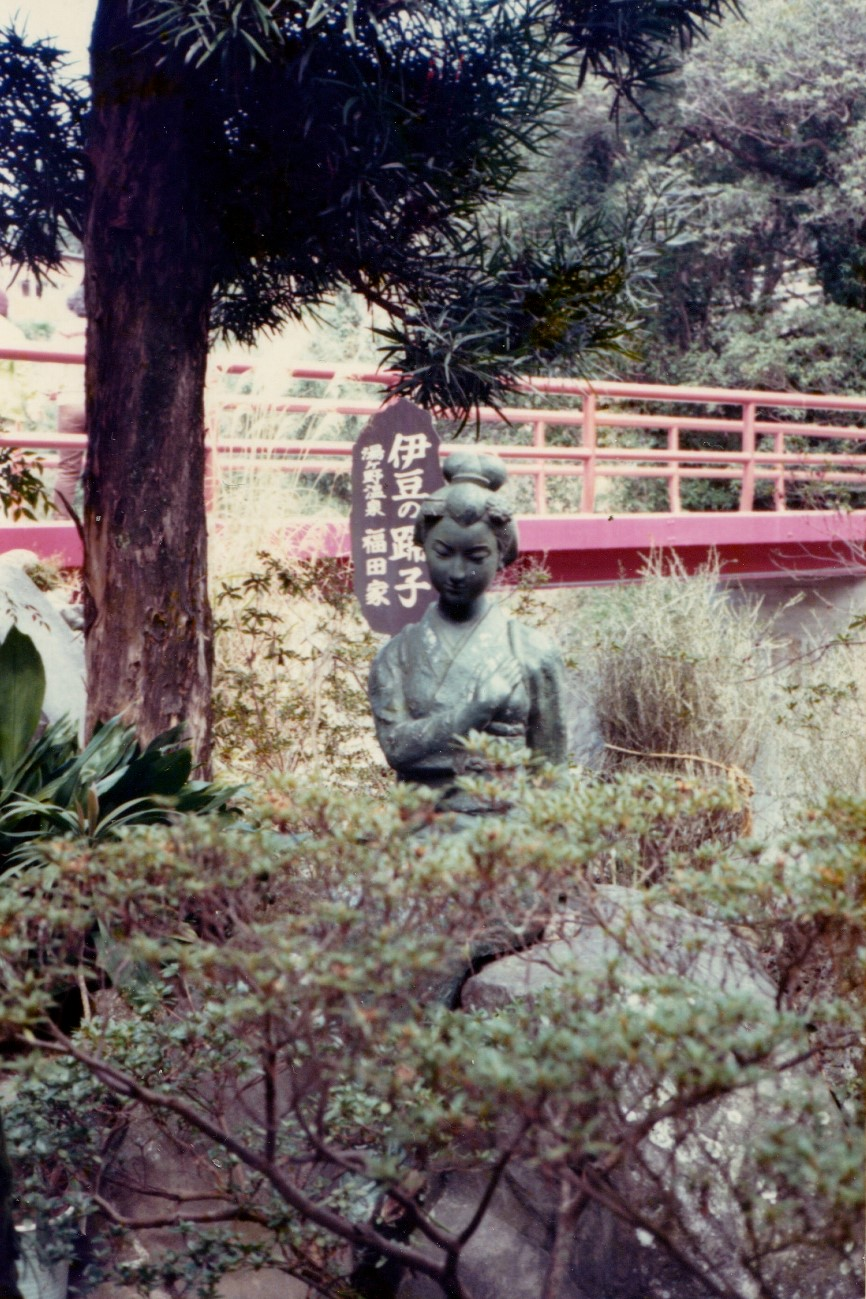
Die Tänzerin in Yugano

Die Tänzerin von Izu (japanisch 伊豆の踊子, Izu no odoriko) ist eine Erzählung des japanischen Schriftstellers Kawabata Yasunari aus dem Jahr 1926. Die deutsche Übersetzung von Oscar Benl erschien 1942, damals unter dem Titel Die kleine Tänzerin von Izu.
In Japan gehört die Erzählung zu den unvergänglichen modernen Klassikern: sie wurde – angefangen 1933 als Schwarzweiß-Stummfilm mit Tanaka Kinuyo als Tänzerin – bisher sechsmal verfilmt.

## Die Erzählung
(1) Der zwanzigjährige Ich-Erzähler trifft auf einer Wanderung von Norden nach Süden durch die Izu-Halbinsel auf eine von Ort zu Ort ziehende Theatertruppe, zuerst bei Yugawabashi, dann wieder in Yugashima. Ihm fällt das kleine hübsche Mädchen auf, das die große Trommel trägt. Er holt die Truppe vor dem Amagi-Pass ein, als sie in einem Teehaus Rast machen. Die kleine Tänzerin hat ihn wahrgenommen und scheint ein wenig in ihn verliebt zu sein. Die Wirtin verwickelt ihn in ein Gespräch, während die Truppe aufbricht.
(2) Am Amagi-Tunnel unter dem Amagi-Pass holt der Erzähler die Truppe ein. Hinter dem Tunnel geht es am Kawazu-Flüsschen bergab, bis Yugano erreicht ist. Unterwegs kommt man ins Gespräch, die Truppe berichtet von der Insel Ōshima, wo sie herkommen. In Yugano kehren alle zur Übernachtung ein, die Truppe kommt in einem billigen Gasthaus unter, der Erzähler jedoch wird vom Mann aus der Truppe zu einer anderen Unterkunft begleitet. Heftiger Regen setzt ein, die Truppe hat abends ihre Auftritte und der Erzähler sorgt sich, dass die Tänzerin dabei entehrt (汚れる, kegareru) werden könne.
(3) Am nächsten Morgen kommt der Mann ins Zimmer des Erzählers und sie gehen zum Badehaus. Von dort aus sehen sie die jungen Mädchen der Truppe jenseits des Flusses baden, wobei die kleine Tänzerin ihnen unbefangen nackt zuwinkt. Wieder zurück, besucht den Erzähler die Truppe, er spielt abends mit einem Gast Go bis in die Nacht, wobei er das Spiel öfter unterbricht und den Mädchen beim Spiel Fünf in eine Reihe zuschaut.
(4) Am nächsten Morgen sollte es eigentlich weiter gehen, aber die Truppe hat noch einen Auftritt. Der Mann aus der Truppe erzählt: er heiße Eikichi, die älteste der drei Mädchen, Chiyoko, sei seine Frau. Ihre jüngere Schwester, die kleine Tänzerin, sei Kaoru. Dann seien da noch Yuriko und die strenge Mutter. Eikichi wird gerufen und trägt im Nebenraum eine Ballade vor, die kleine Tänzerin wird zu einem Auftritt nach draußen gerufen. Abends laden sie den Erzähler ein, sie auf Ōshima zu besuchen.
(5) Am dritten Tag zieht die Truppe zusammen mit dem Erzähler weiter das Kawazu-Flüsschen entlang, bis man das Meer und Ōshima sehen kann. Der Erzähler schlägt, nach seiner Meinung gefragt, den kürzeren Weg nach Shimoda vor, der über die Berge führt. Bald ist er alleine mit der kleinen Tänzerin den anderen voraus. Durstig oben angekommen suchen sie nach einer Quelle. Die anderen kommen nach, der Marsch wird fortgesetzt. Der Erzähler mit Eikichi voranschreitend hört, wie ihn die Tänzerin einen „wirklich guten Menschen“ nennt, wofür er sehr dankbar ist, der letztlich aus Selbstzweifeln heraus die Reise nach Izu angetreten hatte.
(6) Die Truppe mit dem Erzähler erreicht Shimoda und quartiert sich in einer Herberge am Anfang des Ortes ein, wo schon anderes fahrendes Volk untergekommen ist. Der Erzähler, von Eikichi begleitet, findet in dem Gasthof eines ehemaligen Bürgermeisters ein Zimmer. Abends besucht er die Truppe, sagt, er müsse am nächsten Tag unbedingt abreisen, und lädt die Mädchen ein, mit ihm ins Kino zugehen. Nur die Tänzerin zeigt Interesse, aber die Mutter verbietet es. So geht er alleine, verlässt aber das Kino bald und kehrt in den Gasthof zurück. Ihm kommen ein paar Tränen.
(7) Früh am nächsten Morgen besucht Eikichi den Erzähler. Er entschuldigt die anderen Mitglieder der Truppe, kauft Obst und Zigaretten für den Erzähler. Die Tänzerin ist doch am Hafen, sagt aber fast nichts. Der Erzähler wird gebeten, sich unterwegs um eine alte Frau mit Enkelkindern zu kümmern, was er dann auch verspricht. Auf dem Schiff legt er sich etwas hin, nachdem er sich über das Wohlbefinden der Frau versichert hat. Er ist traurig, nicht wegen eines Unglücks, sondern wegen eines Abschieds, antwortet er auf die Frage eines Passagiers. Im Dunklen lässt er seinen Tränen freien Lauf, spürt jedoch auch eine vergängliche, süße Leichtigkeit (何も残らないような甘い快さ, nanimo nokoranai you na amai kokoroyosa).

## Nachbemerkung
Den Inhalt könnte man in zwei Sätzen zusammenfassen: der junge Kawabata begibt sich innerlich zerrissen auf eine Wanderung, auf der er sogenannte einfache Leute trifft, die ihr Leben meistern. Sie erkennen in ihm, dem Sohn aus einem begüterten Haus, den guten Menschen, so dass er getröstet heimkehrt. Aber damit ist das Atmosphärische, das erste Verliebtsein, natürlich nicht erfasst.
Kawabata hat an dem Text mit Hilfe seiner Notizen von der Wanderung lange gearbeitet und ihn erst neun Jahre danach als Erzählung veröffentlicht. Er wählte dafür die Form einer Ich-Erzählung. Dieser literarische Typ kommt in Europa schon länger vor, in Japan war er Anfang des 20. Jahrhunderts noch neu. – Der erste Absatz in Kawabatas Erzählung zeigt dabei einen ganz japanischen Stil: Er besteht nur aus einem einzigen Satz. Dieser Kopfsatz (冒頭, Bōtō) gibt, wohl formuliert, den Hintergrund für die dann folgende Erzählung und lautet im Original:

「道がつづら折りになって、いよいよ天城峠に近づいたと思う頃、雨脚が杉の密林を白く染めながら、すさまじい早さで麓から私を追って来た。」

„michi ga tsuzuraori ni natte, iyoiyo amagi tōge ni chikazuita to omou koro, amaashi ga sugi no mitsurin wo shiroku somenagara, susamajii hayasa de fumoto kara watashi wo otte kita.“

„Der Weg wurde zu Serpentinen und als ich dachte, dem Amagi-Pass endlich näher zu kommen, färbte ein Regenschauer, der mich in furchterregender Geschwindigkeit vom Fuße des Berges kommend einholte, den dichten Zedernwald in Weiß.“

Während Kawabata seinen Text in sieben nummerierte Abschnitte gliedert, verzichtet der Übersetzer Oscar Benl seit seiner Fassung von 1948 zwar auf die Gliederung, behält sie aber in der Erstfassung von 1942 bei, allerdings ohne die Abschnittsnummern. Die Halbsatz-Reihungen, die japanischen Texten eine eigene Eleganz geben, aber sehr lang sein können, kürzt Benl gelegentlich, ohne dass der Gesamtsinn dabei verlorengeht. Benl hat den Text gegenüber dem Original ein wenig überarbeitet und zum Teil auch gekürzt, wobei er einige Dialoge flüssiger gestaltet hat, bevor der Carl Hanser Verlag den Text, ebenfalls leicht überarbeit und mit kürzerem Titel, übernimmt und ihn 1968 in der Jubiläumsausgabe zum anstehenden 70. Geburtstag von Kawabata veröffentlicht. Ein Beispiel für die Überarbeitungen bietet schon der erste Absatz:

„In vielen Windungen führte der Pfad bergauf. Ich war gerade in die Nähe des Bergpasses Amagi gekommen, als plötzlich ein heftiger Regenschauer einsetzte, der den dichten Pinienwald mit einem weißgrauen Flor umspann.“

„In vielen Windungen führte der Pfad bergauf. Ich befand mich gerade vor dem Amagipaß, da setzte plötzlich ein heftiger Regenschauer ein, der den dichten Pinienwald mit einem weißgrauen Flor umspann.“

„In vielen Windungen führte der Pfad bergauf. Ich befand mich gerade vor dem Amagipaß, da setzte plötzlich ein heftiger Regenschauer ein, der den dichten Zedernwald mit einem weißgrauen Flor umspann.“

In der deutschen Fassung wird erst spät klar (S. 18 der Reclam-Ausgabe, im vierten Abschnitt des Originals), dass der Erzähler und die Truppe in verschiedenen Herbergen Yuganos untergekommen sind. Das liegt an der Kürzung des folgenden Satzes durch Benl schon in der Erstfassung von 1942, als der Erzähler zu einer anderen Herberge begleitet wird (S. 12 der Reclam-Ausgabe, im zweiten Abschnitt des Originals):

「それまでは私も芸人達と同じ木貸宿に泊ることとばかり思っていたのだった。」

„soremade wa watashi mo geinintachi to onaji kichin'yado ni tomaru koto to bakari omotte ita no datta.“

„Bis dahin hatte ich nur immer gedacht, dass ich in der gleichen billigen Herberge wie die Schauspieltruppe übernachten würde.“

Eine weitere Auslassung, schon in der Erstausgabe von 1942, betrifft ein im Deutschen unübliches Sprichwort (S. 10 der Reclam-Ausgabe):

「旅は道連、世は情」

„tabi wa michi zure, yo wa nasake“

„Auf Reisen wie im Leben sollte man einen Gefährten haben.“

In seinem kenntnisreichen Nachwort in der Reclam-Ausgabe von 1969 geht Siegfried Schaarschmidt auf die Vorgeschichte der Erzählung ein. Kawabata veröffentlichte nach seiner Wanderung im Herbst 1918 in der Schulzeitschrift 校友会雑誌 (kōyūkai zasshi) seiner Oberschule 1919 die kurze Erzählung ちよ (chiyo) mit der kleinen Tänzerin im Mittelpunkt. Eine weitere Fassung in 湯ヶ島での思ひ出 (yugashima de no omoide, Erinnerungen in Yugashima, 1922), ein Manuskript von 107 Seiten, veröffentlichte er in Teilen erst 1948. Im Jahr 1926 erfolgte die Veröffentlichung der Erzählung zweigeteilt in der Januar-Nummer der Zeitschrift „Bungei jidai“ (文藝時代, Literaturzeitalter) als 伊豆の踊子 (izu no ororiko, Abschnitte 1–4) und in der Februar-Nummer als Fortsetzung 続伊豆の踊子 (zoku izu no ordoriko, Abschnitte 5–7). Schließlich erschien die gesamte Erzählung 1927 im Buch 『伊豆の踊子』 des Tōkyōter Verlages 金星堂 (kinseidō) zusammen mit neun anderen seiner Erzählungen.

## Beitrag der Erzählung zur Verleihung des Nobelpreises

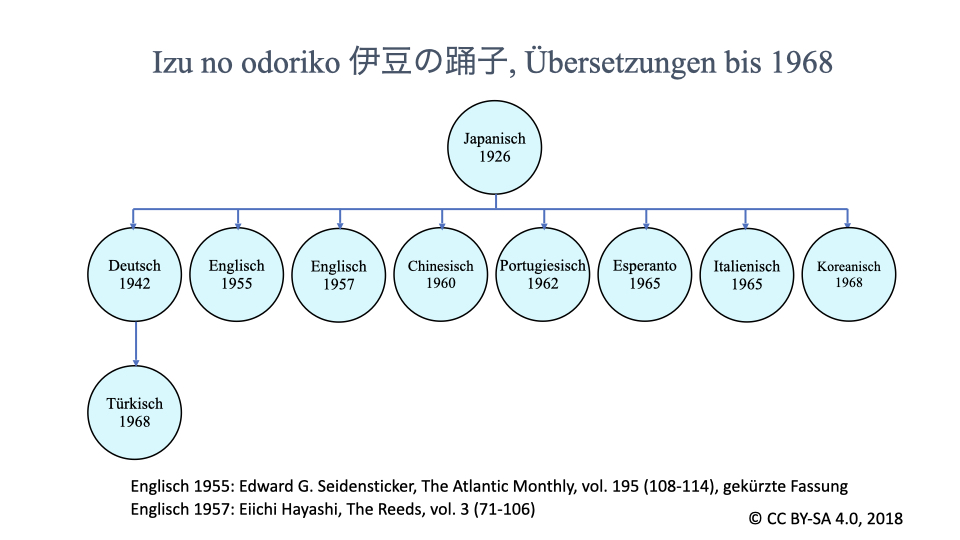
Übersetzungen von „Izu no odoriko“ bis einschließlich 1968

1968 erhielt Kawabata den Nobelpreis für Literatur „für seine Erzählkunst, die mit feinem Gefühl japanisches Wesen und dessen Eigenart ausdrückt“. In seiner Verleihungsrede am 10. Dezember 1968 erwähnt Anders Österling die Erzählung zwar nicht namentlich, sagt aber:

„In einer Novelle voller Schwung, die, als er siebenundzwanzig war, auf ihn aufmersam machte, erzählt er von einem Studenten, der während eines einsamen Herbstspazierganges auf der Halbinsel Izu einer armen, von allen verachteten Tänzerin begegnet, mit der er ein rührendes, romantisches Abenteuer erlebt. Sie öffnet ihm ihr Herz und entbrennt in einem tiefen und wahren Gefühl für den jungen Mann.“

Bis 1968 einschließlich wurde die Erzählung in 9 Sprachen übersetzt.

## Benutzte Buchausgaben
- Kawabata Yasunari: Izu no odoriko (伊豆の踊子). Mit einem Nachwort von Mishima Yukio. Shinchōsha, Tōkyō 1950.
- Kawabata Yasunari: Die kleine Tänzerin von Izu. In: Oscar Benl (Hrsg.): Flüchtiges Leben. Moderne japanische Erzählungen. Aus dem Original übertragen von Oscar Benl. Robert Mölich Verlag, Hamburg 1948, S. 29–70. Davor, mit fast identischer Auswahl der Erzählungen: Landsmann-Verlag Gustav Langenscheidt junior, Berlin-Schöneberg 1942, S. 33–76.
- Kawabata Yasunari: Die Tänzerin von Izu. Revidierte Übersetzung aus dem Japanischen von Oscar Benl. In: Yasunari Kawabata: Die Tänzerin von Izu. Tausend Kraniche – Schneeland – Kyoto. Ausgewählte Werke. Mit einem Nachwort von Ralph-Rainer Wuthenow. Carl Hanser Verlag, München 1968, S. 5–34
- Kawabata Yasunari: Die Tänzerin von Izu. Revidierte Übersetzung aus dem Japanischen von Oscar Benl. Mit einem Nachwort von Siegfried Schaarschmidt. Reclam Universal-Bibliothek Nr. 8365, Philipp Reclam Jun., Stuttgart 1969.
- Kawabata Yasunari: Die Tänzerin von Izu. Revidierte Übersetzung aus dem Japanischen von Oscar Benl. In: Yasunari Kawabata: Die Tänzerin von Izu, Tausend Kraniche und andere ausgewählte Werke. Auf den Kreis der Nobelpreisfreunde beschränkte Ausgabe der Reihe des literarischen Nobelpreises, laufende Nummer 63, Coron Verlag, Zürich o. J. [1970], S. 39–68.
- Kawabata Yasunari: Die Tänzerin von Izu. Aus dem Japanischen von Oscar Benl, abgedruckt mit Genehmigung des Carl Hanser Verlags, München 1968. In: Jürgen Berndt (Hrsg.): Träume aus zehn Nächten. Moderne japanische Erzählungen. Aufbau-Verlag, Berlin und Weimar 1975, S. 210–240.

## Belege und Anmerkungen
1. ↑  Mit der Schauspielerin Hibari Misora.
2. ↑  Kawabata war 19 Jahre alt, als er im Herbst 1918 seine Izu-Reise unternahm.
3. ↑  In der Fassung des Aufbau-Verlags von 1975 führt Benl wieder eine Gliederung ohne Abschnittsnummern ein, in der die Originalabschnitte (1) und (2) sowie (5) und (6) zusammengefasst wurden bzw. der Originalabschnitt (3) aufgeteilt wurde.
4. ↑  文藝時代, 3(1)-3(6) 複製版. In: National Diet Library. Abgerufen am 21. September 2024 (japanisch).
5. ↑  伊豆の踊子. In: National Diet Library. Abgerufen am 21. September 2024 (japanisch).
6. ↑  Englisch: „for his narrative mastery, which with great sensibility expresses the essence of the Japanese mind“, All Nobel Prizes in Literature. In: nobelprize.org. The Nobel Foundation, 18. September 2024, abgerufen am 18. September 2024 (englisch).
7. ↑  Thomas Hagemann: Kawabata in München: Aus der Vorgeschichte zur Nobelpreisverleihung von 1968. Dokumentation in: Hefte für Ostasiatische Literatur Nr. 65 (November 2018), iudicium Verlag, München 2018, Übersicht 4, (dort: 7 nicht-asiatische Sprachen) ergänzt um Chinesisch und Koreanisch.